# Franz Kleinschmidt

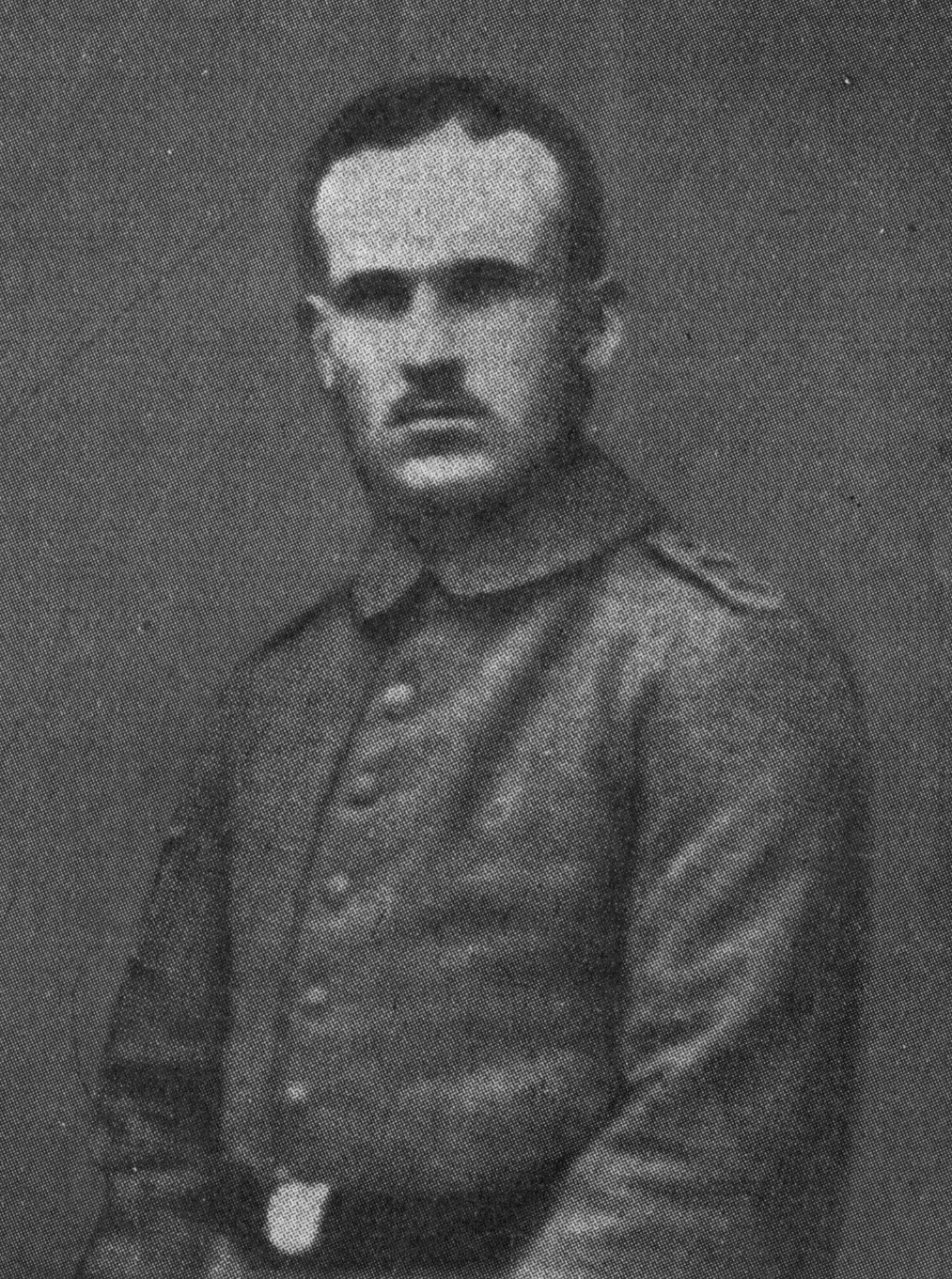
Franz Kleinschmidt

Franz Kleinschmidt (* 11. März 1888 in Czersk; † 5. August 1918 in der ehem. Kgl. Försterei Waldhaus) war ein deutscher Wilderer und Mörder, der seine Taten insbesondere im Gebiet der Tucheler Heide, in Westpreußen, beging. Der selbsternannte „Hauptmann der Wildererkompanie“ ging als „Schrecken der Tucheler Heide“ in die Forst- und Jagdgeschichte ein.

## Leben
Kleinschmidt wurde am 11. März 1888 als Sohn eines Ziegeleibesitzers in der Ortschaft Puttki bei Czersk geboren. Der später als Dampfmaschinist tätige Kleinschmidt gehörte trotz seines deutschen Nachnamens der in  Westpreußen lebenden polnischen Minderheit an. Er diente im Ersten Weltkrieg als Landsturmmann bei einer in Thorn stationierten Einheit.

### Beginn der Wilderei und erster Förstermord
Spätestens während seiner Zeit in Thorn begann Kleinschmidt, in den Wäldern der Tucheler Heide zu wildern. Dies erfolgte anfangs noch durch das Legen von Schlingen, wobei heranwechselndes Wild sich in den Schlingen verfing und dort verendete. Die Wilderei durch Schlingenlegen wurde von der Forstverwaltung mit allen Mitteln bekämpft. Bekannt gewordene Schlingen wurden von Mitarbeitern der Förstereien überwacht, um so den Wilderer „auf frischer Tat“ zu ertappen. Kleinschmidt und sein Komplize August Sprenger hatten im August 1916 mehrere Schlingen ausgelegt, die vom Hilfsförster Weber überwacht wurden. Als einer der Wilderer in den frühen Morgenstunden die Schlingen kontrollierte, wurde er vom bewaffneten Weber gestellt. Während der Wilderer durch den Forstmann aus der Dickung abgeführt wurde, konnte der in einem Hinterhalt wartende Komplize den Hilfsförster überwältigen. Kleinschmidt und Sprenger töteten Weber im Kampf mit einem Messer.
Unmittelbar, nachdem der ermordete Hilfsförster Weber von seinem zur Wachablöse eingetroffenen Kollegen gefunden worden war, setzte die Fahndung nach den Tätern ein. In Verdacht geriet Kleinschmidt, der daraufhin desertierte und aus der Kaserne flüchtete.
Der flüchtige Kleinschmidt schlug sich fortan mit Wilderei und Einbrüchen durch, wobei er bei Vertrauten in den Dörfern oder in abgelegenen Waldarbeiterhütten Unterschlupf fand. Seine ständig wechselnden Gastgeber entlohnte er in der Regel mit dem geraubten Wildbret oder band sie direkt in seine Aktivitäten ein. Neben seinen Pirschgängen veranstaltete Kleinschmidt mit Gleichgesinnten regelrechte Bewegungsjagden in den kgl. preußischen Forstrevieren der Tucheler Heide. „Jagdgesellschaften“ von 15 Wilderern waren zeitweise keine Seltenheit. Seine knapp zwei Jahre andauernden kriminellen Machenschaften in der Region nahmen enorme Ausmaße an. So verstand er es, die gesamte ihm nachstellende Delegation aus Forstbeamten und Kommandojägern mehrfach durch angelegte Waldbrände zu narren. Des Weiteren gehörte das Versenden von Drohbriefen gegen Forstleute und Polizeiinformanten genauso zu seiner Einschüchterungsstrategie, wie die Anwendung körperlicher Gewalt.
Aufgrund der ausufernden Gewaltserie Kleinschmidts und seiner Komplizen wurde zu deren Ergreifung ab September 1917 eine bis zu 40 Mann starke Truppe von Kommandojägern unter Otto Busdorf, dem Leiter des Dezernats für Wilddiebsbekämpfung und Aufklärung von Förstermorden im Berliner Polizeipräsidium, in die Tucheler Heide entsandt.

### Bekannte Gewalttaten
Am 25. April 1917 versuchte Hegemeister Kaiser, den im Revier Odry umherstreifenden Kleinschmidt zu kontrollieren. Der betagte Kaiser überlebte den darauffolgenden Zweikampf mit Kleinschmidt, da ihm Waldarbeiter zu Hilfe eilten und der Wilderer daraufhin die Flucht ergriff.
Der zur Wildererstreife eingesetzte Haumeister Labotzki versuchte, Kleinschmidt zu täuschen und gab vor, als Frontsoldat im Heimaturlaub zu sein. Als Kleinschmidt erfuhr, dass Labotzki seine Ergreifung plante, rächte er sich am 9. August 1917 am Haumeister, indem er einen Waldbrand legte, um seinen Landsmann in einen Hinterhalt zu locken. Dort verletzte er ihn schwer mit zwei Schrotschüssen.
Kleinschmidt geriet im August 1917 in ein Feuergefecht mit dem Hilfsförster Lange, bei dem beide verletzt wurden. Einige Tage später rächte sich Kleinschmidt mit dem Mord an einem Förster.
Am 15. Oktober 1917 wurde Kleinschmidt vom Förster Beisert und zwei Kommandojägern gestellt. Trotz der zahlenmäßigen Überlegenheit seiner Widersacher konnte Franz Kleinschmidt angeschossen entkommen. Dieser rächte sich einige Monate später mit dem Mord an Beisert. Am 26. Oktober 1917 wurde ein Gutsverwalter von Kleinschmidt erschossen, als er versuchte, den Wilderer zu stellen.
Am 28. Februar 1918 kam es zum direkten Aufeinandertreffen zwischen Kleinschmidt und dem aus Berlin angereisten Kommissar Busdorf. Der Schusswechsel blieb zunächst folgenlos.

## Tod
Der Kommandojäger Vollmeller vernahm am 5. August 1918, während seiner Morgenpirsch in den Wäldern der Försterei Waldhaus, einen Schuss. Als Vollmeller versuchte, den Ursprung der Schussabgabe zu orten, traf er auf Kleinschmidt, der den Kommandojäger durch das Tragen einer augenscheinlich mitgenommenen Forstuniform schnell misstrauisch werden ließ. Nachdem Vollmeller versucht hatte, den Wilderer zu stellen, kam es zum direkten Zweikampf, in dessen Verlauf es dem Kommandojäger gelang, einen ungezielten Schuss abzugeben, der Kleinschmidt tödlich traf.

## Rezeption
Franz Kleinschmidt wird im Werk von Otto Busdorf als polnischer Nationalist charakterisiert. Dies leitete er davon ab, dass Kleinschmidt angeblich bei der Bevölkerung beliebt gewesen sein und daneben für die Herstellung seiner selbstgebauten Patronen polnische Zeitungen benutzt haben soll. Er führt in seiner Darstellung jedoch keine Beweise im engeren Sinne dafür an. So könnte der Umstand, dass er trotz einer ausgelobten Belohnung von 13.800 Mark nicht von der lokalen Bevölkerung verraten wurde, auf die Einschüchterung und den Terror zurückgehen, die er mit seiner Bande auf Gegner ausübte. Die Nutzung polnischer Zeitungen dagegen könnte schlicht Zufall gewesen sein. Wilson kommt zu dem Schluss: „Unabhängig von seiner ethnischen Zugehörigkeit untergruben Kleinschmidts Aktivitäten jedoch den Forstapparat des preußischen Staates, indem er Wild erlegte, Brände legte und Beamte einschüchterte und tötete. Die Tatsache, dass die Öffentlichkeit seine Bemühungen stillschweigend zu unterstützen schien, deutet auf das Scheitern des Berliner Integrationsprojekts hin.“